# 오적 암살단
오적 암살단(五賊暗殺團)이란 을사늑약의 체결을 찬성했던 을사오적 암살을 목표로 결성된 단체의 총칭이다. 대표적인 단체로는 자신회(自新會)가 있다.나철 중심으로 조직하였음 

## 자신회
1907년 2월 나인영(羅寅永, 羅喆) 등은 200명을 모집하여 을사 5적을 암살할 목적으로 자신회를 결성하였다. 자신회는 단체 결성의 목적을 알리는 취지서(趣旨書)와 을사오적 암살을 알리는 포고문(布告文), 애국가(愛國歌), 동맹서(同盟書), 참간장(斬奸狀), 자현장(自現狀) 등을 작성하여 매국노 처단의 정당성을 주장했다. 그 외에도 김동필(金東弼), 박대하(朴大夏), 이홍래(李鴻來), 이용채(李容彩) 등은 전라·경상도에서 의병의 모집과 무기의 구입을 맡았으며, 김인식(金寅植) 등은 거사에 필요한 경비를 조달하였다. 1907년 2월 말부터 이들은 을사오적을 암살하려 세번의 시도를 했으나 번번히 미수에 그치고 말았다.
1907년 3월 25일 자신회는 네번째 거사를 시도했다. 결사대를 보내어 저격할 계획이었다. 오기호(吳基鎬) 등의 자신회 회원들은 6개 조로 나뉘어서 을사 5적 암살이라는 거사에 나섰다. 그러나 6개조 중 이홍래의 조만이 궁으로 들어가고 있던 권중현을 저격하는 데 성공했을뿐 사살 하지는 못했으며, 나머지는 모두 실패했다. 권중현을 저격했던 강상원(姜相元)은 체포된 후  “죽고 사는 것은 처분에 맡기겠다.”며 의연한 태도를 보였다. 나인영과 오기호는 체포된 사람들의 석방을 요구하며 스스로 자수했다. 이 사건으로 30명이 체포되어 재판을 받았으며, 5~10년의 유배형을 선고받았으나, 1907년 12월 고종의 특별 사면으로 석방되었다.

## 자신회 이전의 암살단 활동
1906년 2월 16일 밤 유약소(儒約所) 소속의 기산도(奇山度)가 김석항(金錫恒)과 김일제(金一濟)의 지원을 받아 이근택 암살을 시도했다. 거사날 밤 기산도가 이근택의 집을 습격했다. 당시 친일고위 관리들에 대한 삼험한 경호가 있었으나, 그는 이근택에게 13곳의 자상을 입히는데 성공하였다. 그러나 사살 하지는 못하였다. 이들을 재빨리 현장을 벗어났으나, 다른 의열투쟁 사건에 연루되어 체포되었다. 체포된 기산도는 “오적(五賊)을 살해하려는 사람이 어찌 나 혼자이겠느냐? 탄로난 것이 그저 한스러울 뿐이다.”라고 말하여 당시 을사오적에 대한 국민적인 분노를 대변하기도 했다. 기산도와 김석항을 포함하여 연루자 11명이 체포되었고, 이들은 재판에서 2년 반 이상의 징역형을 선고받았다. 석방된 후에도 그는 의병활동에 참여하였으며, 임시정부의 군자금을 모으기도 했다.
이러한 시도들 외에도 을사오적을 암살하려는 시도는 계속되었으나 결국 성공하지 못했다.

1. ↑  “오적암살단(五賊暗殺團) - 한국민족문화대백과사전”. 2020년 7월 24일에 확인함.
2. ↑  “우리역사넷”. 2020년 7월 24일에 확인함.
3. ↑  “오적암살단(五賊暗殺團) - 한국민족문화대백과사전”. 2020년 7월 24일에 확인함.